# 빙수 (한국 음식)

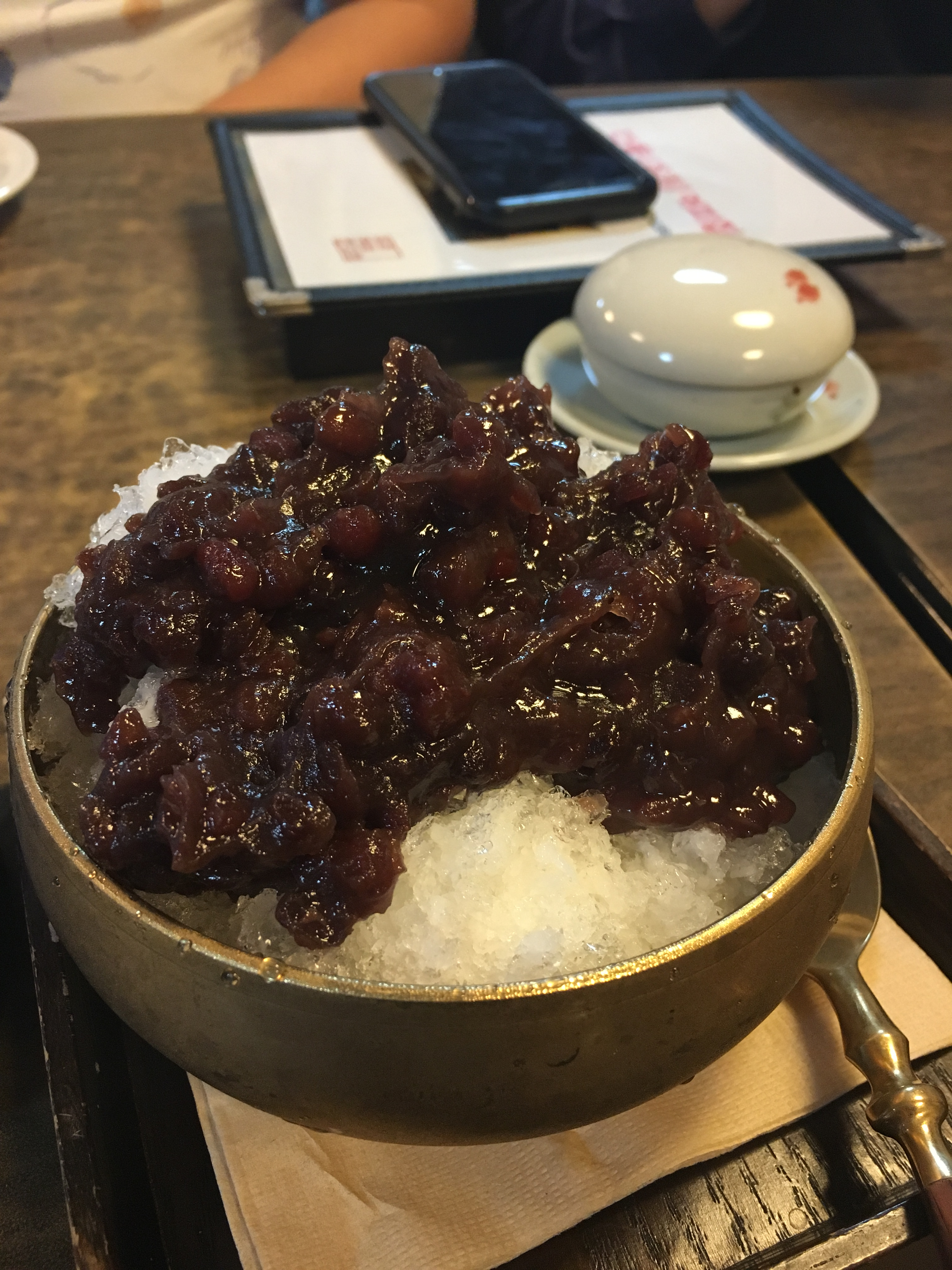
전형적인 팥빙수의 모습.

빙수(氷水, 문화어: 단얼음)는 한국의 빙과 음식이다. 팥을 올린 팥빙수를 비롯해 여러 가지 빙수가 있다. 
빙수는 얼음을 갈아서 만들기도 하고, 얼린 우유를 갈아 만들기도 한다. 
얼린 우유와 같이 먹거나, 과일, 떡, 젤리, 시리얼 플레이크 등 여러 재료를 같이 얹어 먹기도 한다.

## 역사
초기 형태의 빙수는 갈아만든 얼음, 그리고 팥, 떡, 땅콩 분말 등의 2~3개의 재료로 이루어졌다. 최초 형태의 빙수는 조선시대(1392~1910년)에 존재하였다. 정부 기록에 따르면 관료들은 얼음을 갈아서 그 위에 다양한 과일을 얹은 다음 나누어 먹었다.
현대적 형태의 팥빙수는 팥을 주로 하는 차가운 요리의 도입과 함께 일제강점기 기간(1910~1945년) 중에 기원하였다. 갈아넣은 얼음과 팥의 조합은 한국에서 발명된 것이다. 한국 전쟁(1950~1953년) 중에 외국 문물의 영향을 받아 과일 칵테일, 아이스크림, 과일, 견과류, 시리얼, 시럽, 크림이 포함되었다. 1970년대와 1980년대에 과일 칵테일, 크림, 마라스키노 체리 등의 재료가 인기를 끌었다.

기원전 400년 전 페르시아, 11세기 일본과 중국에 빙수와 유사한 음식이 있었다.

## 사진

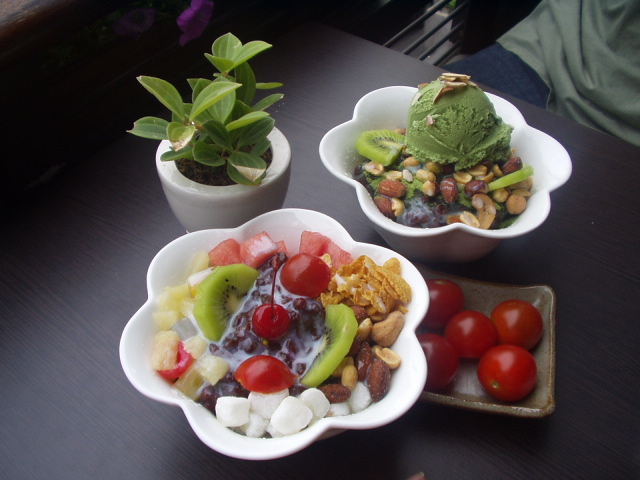
팥빙수와 녹차맛 빙수.
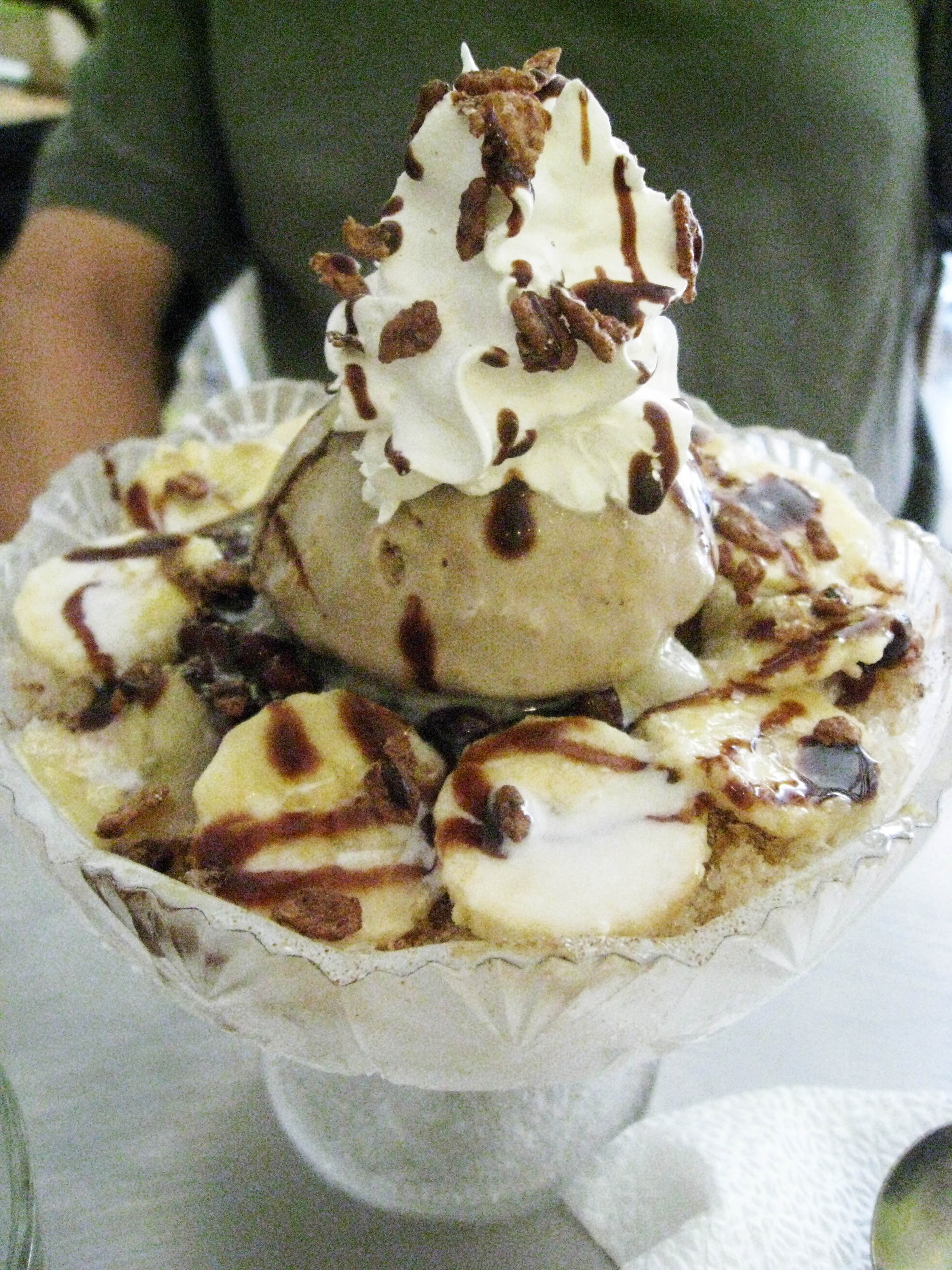
커피맛 빙수.
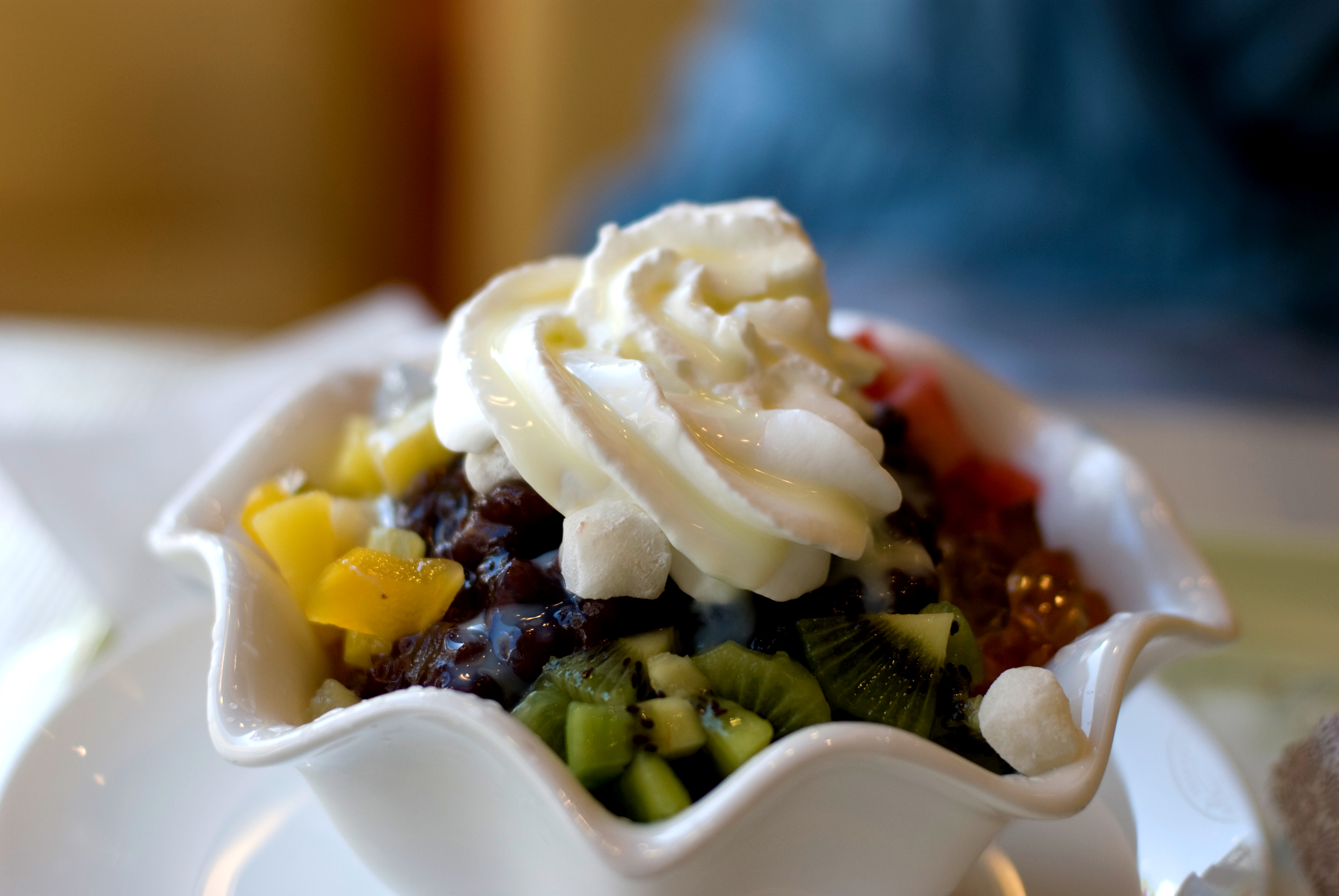
과일이 들어간 빙수.
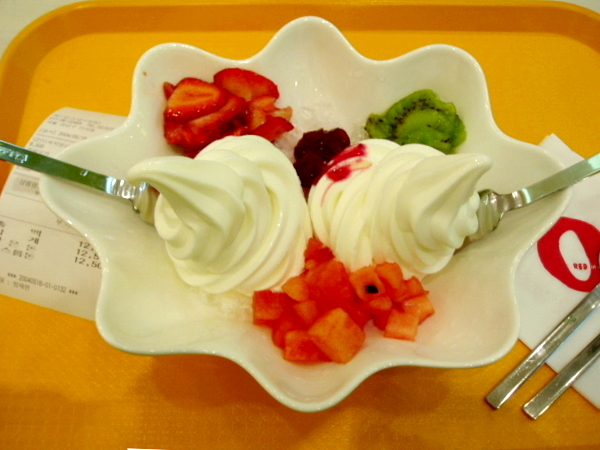
요거트맛 빙수.
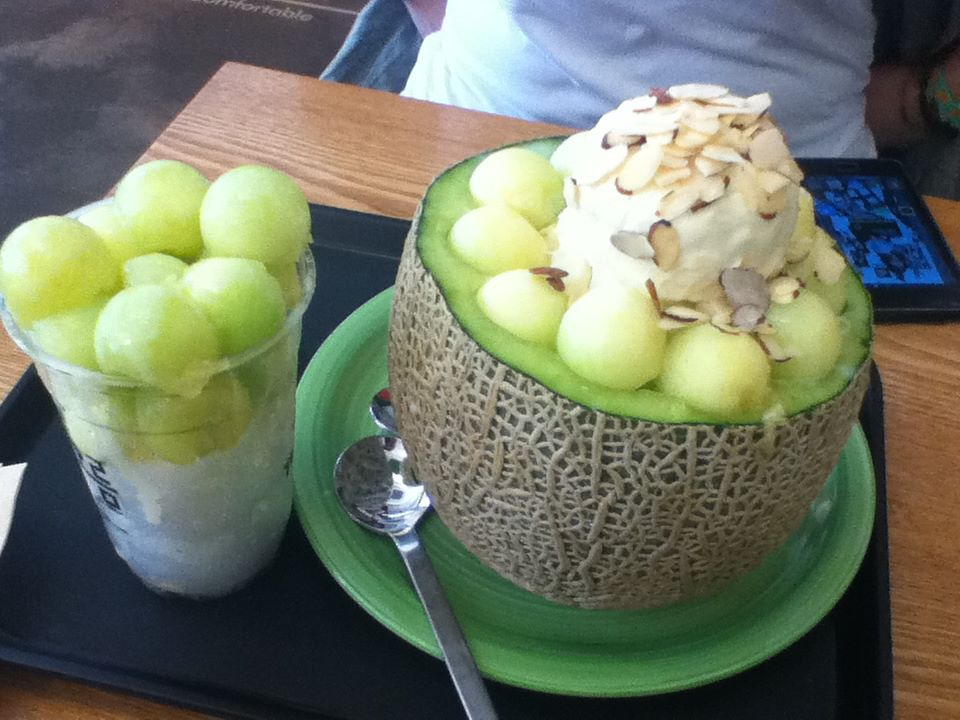
메론맛 빙수.
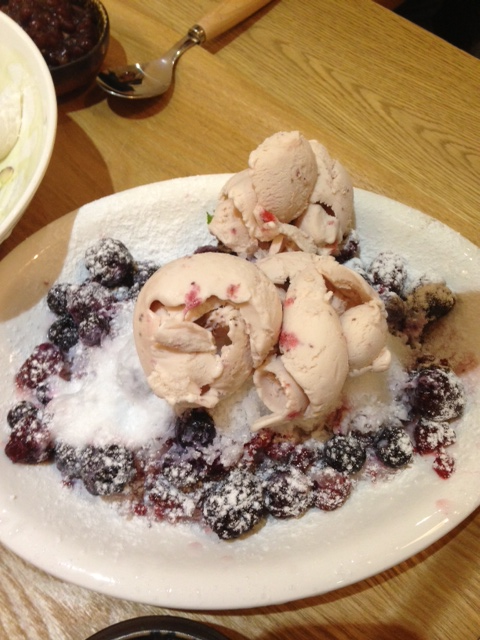
베리맛 빙수.
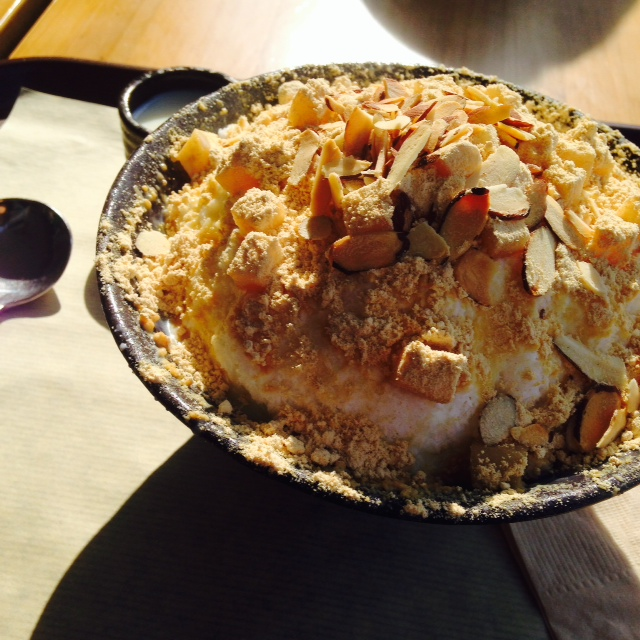
인절미맛 빙수.
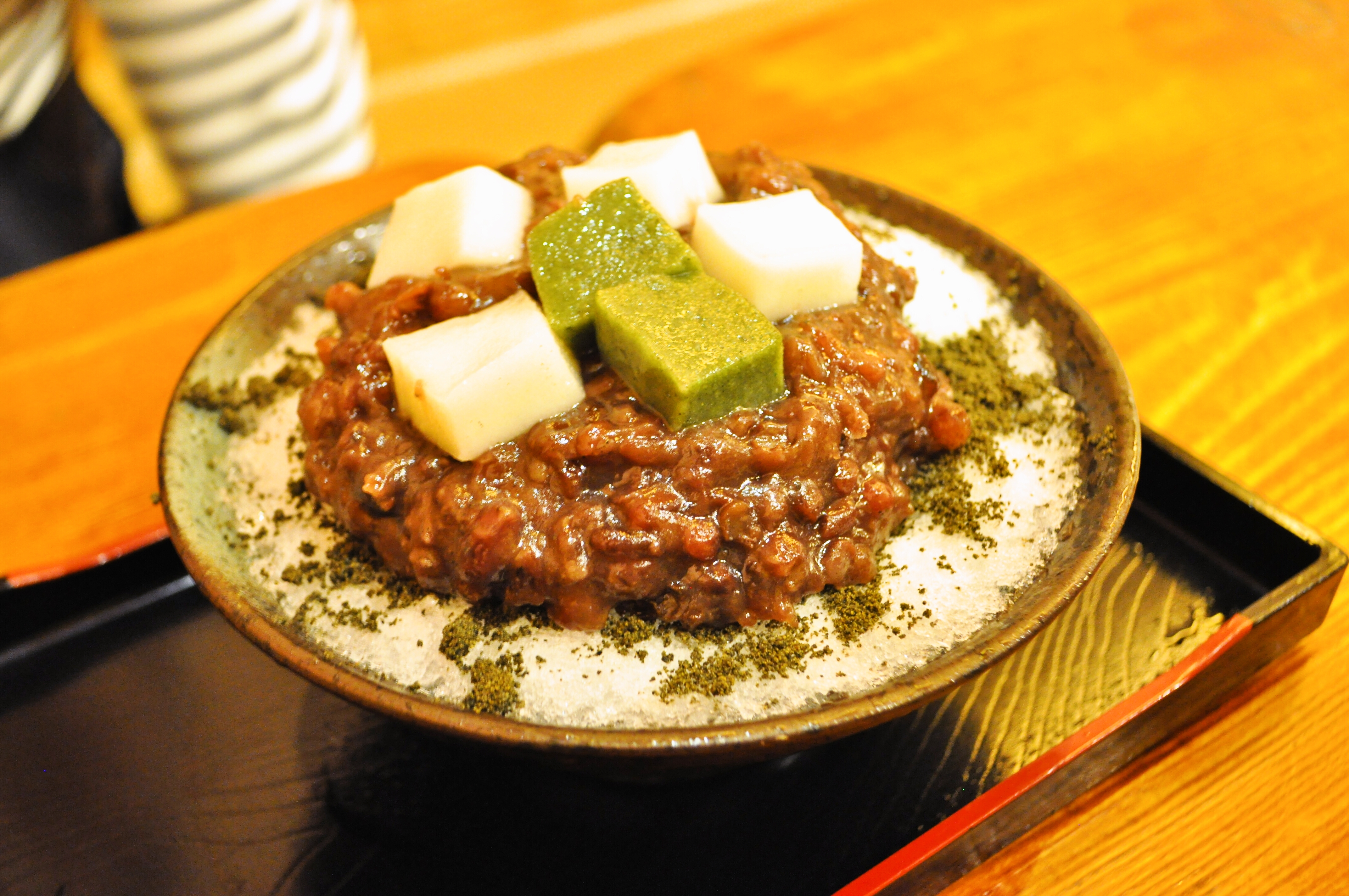
흑임자맛 빙수
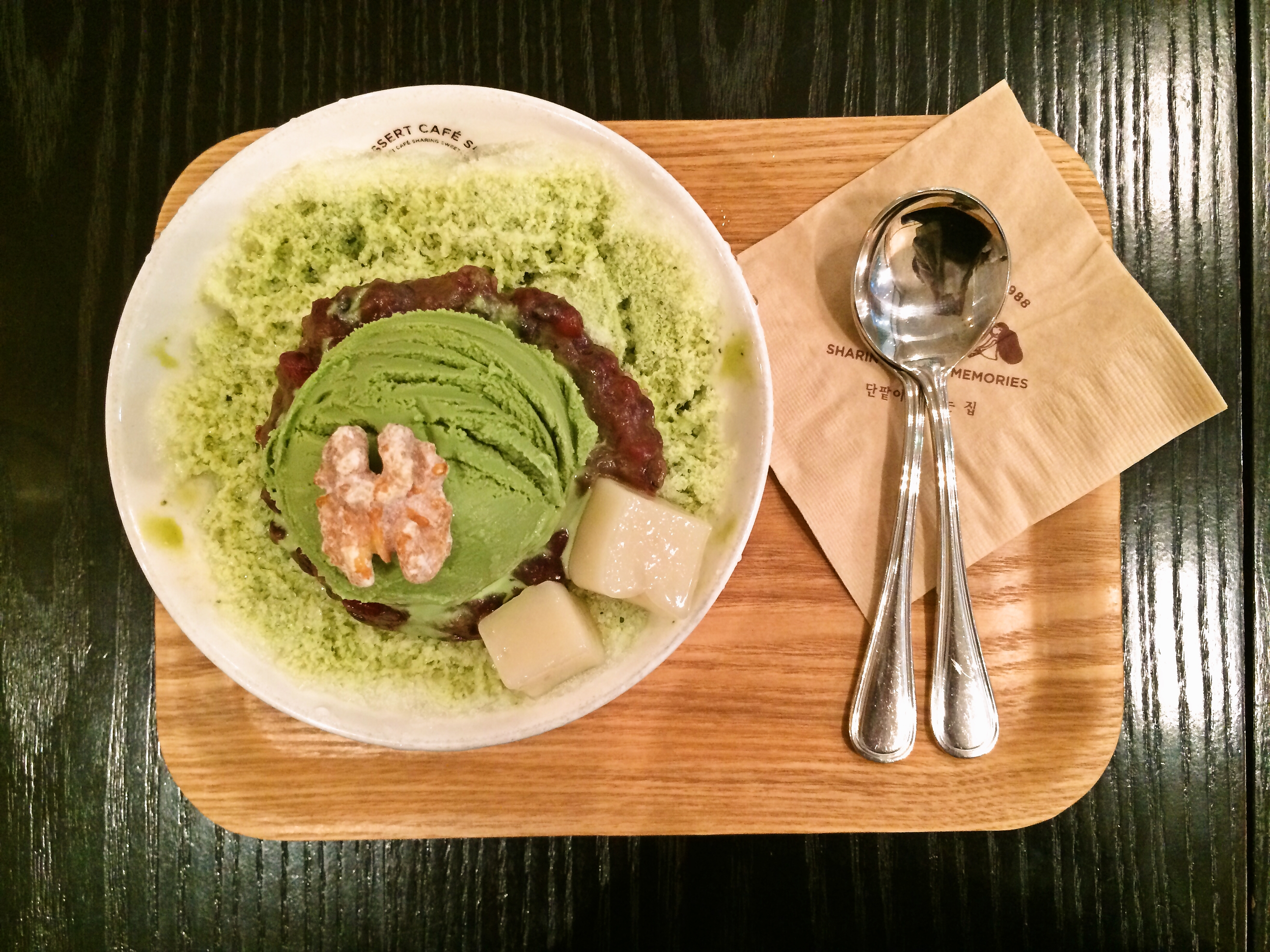
녹차맛 빙수
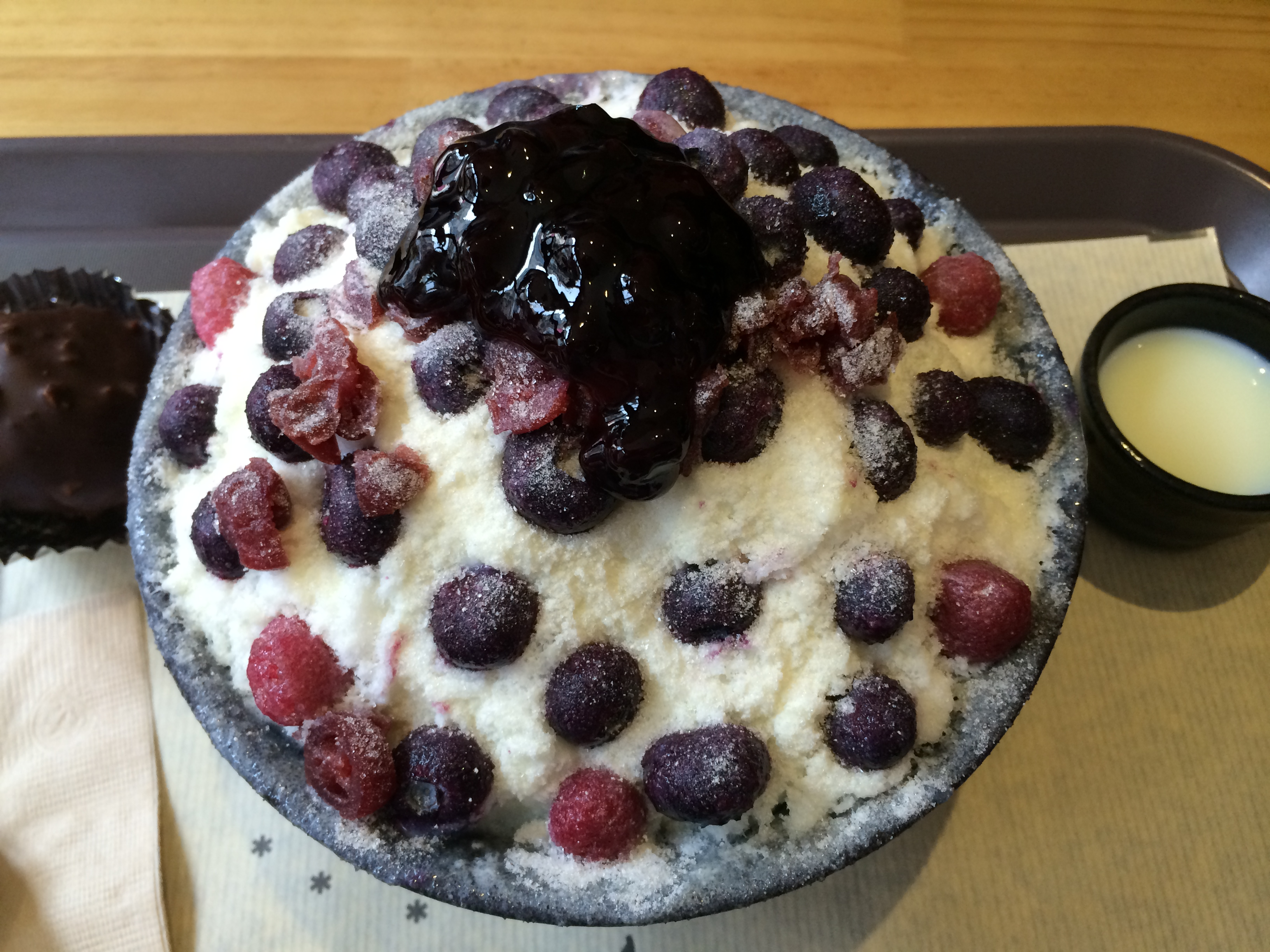
베리가 들어간 요거트맛 빙수

## 같이 보기
- 남캥 사이
- 바오빙
- 셰이브 아이스
- 스노 콘
- 아이스 카창
- 에스 참푸르
- 카키고리
- 할로할로
- 아이스크림
- 빙수
- 막대 아이스크림